# Dessinateur: Reine Victoria
Dessinateur: Reine Victoria (en español: "Un diseño: Reina Victoria") es una película de Georges Méliès estrenada en 1896. Actualmente, la película se considera perdida, al no existir copias conocidas.

## Sinopsis
El corto presentaba a Georges Méliès haciendo un boceto de la reina Victoria del Reino Unido.

### Sumario
La siguiente tabla contiene el número asignado a cada película en los catálogos de Star Film Company; los títulos originales en español y francés; y el tema del dibujo realizado en cada película, del que este cortometraje forma parte: